# Pedro Pascal
Jose Pedro Balmaceda Pascal (født 2. april, 1975) er en chilensk-amerikansk skuespiller, bedst kendt for sin rolle som Oberyn Martell i fjerde sæson af HBO's fantasy-serie Game of Thrones, som Javier Peña i Netflix serien Narcos som hovedperson Din Djarin i Disney+ serien The Mandalorian og senest HBO serien Last of Us. 
Udover hans roller i tv-serier, har han medvirket i filmene The Great Wall (2016), Kingsman: The Golden Circle (2017), The Equalizer 2 (2018), Triple Frontier (2019), Wonder Woman 1984 (2020) og We Can Be Heroes (2020)

## Opvækst og ungdom
Pascal blev født i Santiago, Chile, af forældrene Verónica Pascal Ureta, en børnepsykolog, og José Balmaceda, en fertilitetslæge. Han har en storesøster, Javiera, samt to yngre søskende, Nicolás og Lux Pascal.
Ifølge Pascal støttede hans forældre modstandsgruppen mod det militære diktatur i Chile, hvilket gjorde, at de flygtede fra landet, og fik tilkendt asyl i Danmark. Familien flyttede til sidst til USA, og Pascal voksede derefter op i Orange County, Californien og San Antonio, Texas. Da han var 8 år gammel, besøgte familien Chile for første gang, siden de flygtede.
Pascal svømmede meget i sine unge år, og deltog i statsmesterskaberne i Texas da han var 11, men svømningen blev skiftet ud med drama da han blev lidt ældre. Han læste skuespil på Orange County School of the Arts hvor han dimitterede fra i 1993 og senere på New York University's Tisch School of the Arts, hvorfra han dimitterede i 1997.

## Karriere
Pascal har medvirket i mange forskellige tv-serier, herunder Buffy - Vampyrernes Skræk, The Good Wife og Law & Order. I juni 2013 blev han castet til rollen som Oberyn Martell, i fjerde sæson af HBO-serien Game of Thrones. Pascal har selv udtalt, at han var meget stor fan af showet før han blev castet, og at han var ellevild over at være castet.
I 2015 blev han castet til Netflix-serien Narcos som DEA agent Javier Peña. I 2017 blev han castet til filmen Kingsman: The Golden Circle, hvor han spillede Agent Whiskey, og samme år spillede han Pero Tovar i filmen The Great Wall, med Matt Damon i hovedrollen. I 2018 spillede han overfor Denzel Washington i filmen The Equalizer 2.
Siden 2019 har han spillet hovedpersonen i den første live-action Star Wars serie, The Mandalorian. Samme år medvirkede han i filmen Triple Frontier, overfor Ben Affleck og Oscar Isaac. Han medvirkede også i filmen Wonder Woman 1984, som Maxwell Lord.
I februar 2021 blev Pascal castet til hovedrollen som Joel Miller i den kommende HBO-adaption af computerspillet The Last Of Us.

## Privatliv
Pascal flyttede til New York City i 1993, og har boet der siden. Mens Pascal gik på NYU var hans far involveret i en skandale på den klinik hvor han arbejdede , hvilket medførte, at hans forældre og to yngre søskende blev nødt til at rejse tilbage til Chile. Hans mor døde kort efter. Efter hendes død begyndte Pascal at bruge hendes efternavn for at ære hendes minde, og fordi han mente amerikanere havde for svært ved at udtale hans første efternavn, Balmaceda.
Han er meget gode venner med skuespillerne Sarah Paulson og Oscar Isaac.

## Filmografi

### Film
| År   | Titel                                   | Rolle                        | Noter           |
| ---- | --------------------------------------- | ---------------------------- | --------------- |
| 2005 | Hermanas                                | Steve                        |                 |
| 2008 | I Am That Girl                          | Noah                         |                 |
| 2011 | The Adjustment Bureau                   | Maitre D’ Paul De Santo      |                 |
| 2011 | Sweet Little Lies                       | Paulino                      |                 |
| 2015 | Bloodsucking Bastards                   | Max                          |                 |
| 2015 | Sweets                                  | Twin Peter                   |                 |
| 2016 | The Great Wall                          | Pero Tovar                   |                 |
| 2017 | Kingsman: The Golden Circle             | Jack Daniels / Agent Whiskey |                 |
| 2018 | Prospect                                | Ezra                         |                 |
| 2018 | The Equalizer 2                         | Dave York                    |                 |
| 2018 | If Beale Street Could Talk              | Pietro Alvarez               |                 |
| 2019 | Triple Frontier                         | Francisco "Catfish" Morales  |                 |
| 2020 | Wonder Woman 1984                       | Maxwell Lord                 |                 |
| 2020 | We Can Be Heroes                        | Marcus Moreno                |                 |
| 2021 | The Unbearable Weight of Massive Talent | Javi                         | Post-production |
| TBA  | The Bubble                              |                              | Post-production |

### TV-serier
| År           | Titel                             | Rolle                        | Noter                                                      |
| ------------ | --------------------------------- | ---------------------------- | ---------------------------------------------------------- |
| 1999         | Good vs. Evil                     | Gregor New                   | Episode: "Gee Your Hair Smells Evil" (som Pedro Balmaceda) |
| 1999         | Downtown                          | voice                        | Stemme; episode: "Hot Spot" (som Pedro Balmaceda)          |
| 1999         | Undressed                         | Greg                         | 3 episoder (som Pedro Balmaceda)                           |
| 1999         | Buffy the Vampire Slayer          | Eddie                        | Episode: "The Freshman" (som Pedro Balmaceda)              |
| 2000         | Touched by an Angel               | Ricky                        | Episode: "Stealing Hope" (som Pedro Balmaceda)             |
| 2001         | NYPD Blue                         | Shane "Dio" Morrissey        | Episode: "Oh Golly Goth" (som Alexander Pascal)            |
| 2001         | Earth vs. the Spider              | Goth Guy                     | Television film                                            |
| 2006         | Law & Order: Criminal Intent      | Reggie Luckman               | Episode: "Weeping Willow"                                  |
| 2006         | Without a Trace                   | Kyle Wilson                  | Episode: "Candy"                                           |
| 2008         | Law & Order                       | Tito Cabassa                 | Episode: "Tango"                                           |
| 2009         | Law & Order: Criminal Intent      | Kevin "Kip" Green            | Episode: "The Glory That Was..."                           |
| 2009–2011    | The Good Wife                     | Nathan Landry                | 6 episoder                                                 |
| 2010         | Nurse Jackie                      | Steve                        | Episode: "Twitter"                                         |
| 2011         | Lights Out                        | Omar Assarian                | 4 episoder                                                 |
| 2011         | Brothers & Sisters                | Zach Wellison                | 2 episoder                                                 |
| 2011         | Law & Order: Special Victims Unit | Special Agent Greer          | Episode: "Smoked"                                          |
| 2011         | Charlie's Angels                  | Frederick Mercer             | Episode: "Angels in Paradise"                              |
| 2011         | Wonder Woman                      | Ed Indelicato                | Pilot                                                      |
| 2011         | Burn Notice: The Fall of Sam Axe  | Comandante Veracruz          | Tv film                                                    |
| 2012         | Body of Proof                     | Zack Goffman                 | Episode: "Falling for You"                                 |
| 2012         | CSI: Crime Scene Investigation    | Kyle Hartley                 | Episode: "Malice in Wonderland"                            |
| 2013         | Nikita                            | Liam                         | Episode: "Aftermath"                                       |
| 2013         | Red Widow                         | Jay Castillo                 | 4 episoder                                                 |
| 2013         | Homeland                          | David Portillo               | Episode: "Tin Man Is Down"                                 |
| 2013         | The Sixth Gun                     | Special Agent Ortega         | Pilot                                                      |
| 2013–2014    | Graceland                         | Juan Badillo                 | 10 episoder                                                |
| 2014         | The Mentalist                     | Marcus Pike                  | 7 episoder                                                 |
| 2014         | Exposed                           | Oscar Castro Vargas          | Pilot                                                      |
| 2014         | Game of Thrones                   | Oberyn Martell               | 7 episoder                                                 |
| 2015–2017    | Narcos                            | Javier Peña                  | Birolle (season 1–2) Hovedrolle (season 3)                 |
| 2019–present | The Mandalorian                   | The Mandalorian / Din Djarin | Hovedrolle                                                 |
| 2020         | Home Movie: The Princess Bride    | Inigo Montoya                | Episode: "Chapter Two: The Shrieking Eels"                 |
| TBA          | The Last of Us                    | Joel Miller                  | Hovedrolle                                                 |

### Music videoer
| Year | Artist(s)              | Title                          |
| ---- | ---------------------- | ------------------------------ |
| 2015 | Sia                    | "Fire Meet Gasoline"           |
| 2020 | Artists for We Are One | "Imagine (Quarantine Edition)" |

### Computerspil
| Year | Title        | Role  | Notes |
| ---- | ------------ | ----- | ----- |
| 2016 | Dishonored 2 | Paolo | Voice |